# Dactylia
Genre
Dactylia est un genre de spongiaires de la famille des Callyspongiidae.

## Systématique
Le genre Dactylia a été créé en 1885 par Herbert J. Carter (d).

## Liste d'espèces
Selon World Register of Marine Species (31 janvier 2021) :
- Dactylia australis (Lendenfeld, 1889)
- Dactylia candelabrum (Lendenfeld, 1889)
- Dactylia carteri Van Soest & Hooper, 2020
- Dactylia ceratosa (Dendy, 1887)
- Dactylia clavata (Lendenfeld, 1889)
- Dactylia crispata (Lamarck, 1814)
- Dactylia dichotoma (Lendenfeld, 1886)
- Dactylia elegans (Lendenfeld, 1888)
- Dactylia illawarra (Lendenfeld, 1889)
- Dactylia imitans (Lendenfeld, 1886)
- Dactylia impar Carter, 1885
- Dactylia radix (Lendenfeld, 1888)
- Dactylia repens (Carter, 1886)
- Dactylia syphonoides (Lamarck, 1814)
- Dactylia varia (Gray, 1843)

## Publication originale
- (en) H. J. Carter, « Descriptions of sponges from the neighbourhood of Port Phillip Heads, South Australia, continued », Annals and Magazine of Natural History, Londres, Taylor & Francis, vol. 15, no 88,‎ avril 1885, p. 301–321 (ISSN 0374-5481, OCLC 1481361, DOI 10.1080/00222938509459335, lire en ligne).